# Doby Géza
Doby Géza Károly (Bécs, 1877. december 30. – Budapest, 1968. április 6.) magyar agrokémikus, növény-biokémikus, növényfiziológus, egyetemi tanár, a mezőgazdasági tudományok doktora, a Magyar Tudományos Akadémia rendes tagja. A magyarországi növényi biokémia és enzimológia iskolateremtő alakja, az agrokémia tudományágának első tanszékvezető egyetemi tanára (1923–1948).
Doby Jenő (1834–1907) grafikus, rézmetsző és Megay Erzsébet fia.

## Életútja
Érettségi vizsgáját 1895-ben tette le Budán. 1899-ben elvégezte a Budapesti Tudományegyetemet gyógyszerészmesteri oklevéllel, majd 1900-tól 1904-ig az egyetem vegytani intézetében volt Lengyel Béla tanársegédje. Egyidejűleg 1902-ben vegytanból bölcsészdoktori oklevelet szerzett a budapesti egyetemen. 1904–1905-ben a kassai Szeszkísérleti Állomáson, 1905–1906-ban a magyaróvári Növénytermelési Kísérleti Állomáson dolgozott segédvegyészként. 1906-tól 1913-ig a magyaróvári Magyar Királyi Növényélet- és Kórtani Állomást, 1913-tól 1918-ig ugyanott a Mezőgazdasági Vegykísérleti Állomást vezette. Időközben 1908–1909-ben a berlini egyetemen Hermann Emil Fischer, illetve a párizsi gyógyszerészeti főiskolán Émile Bourquelot kémiai intézeteiben folytatott kutatásokat. 1913-ban a növényi biokémia magántanárává habilitált a Budapesti Tudományegyetemen. 1918-tól 1922-ig a budapesti Országos Chemiai Intézet és Központi Vegykísérleti Állomás osztályvezetője, majd igazgatója volt.
1922-ben kinevezték a Debreceni Tisza István Tudományegyetemre az orvosi kémia nyilvános rendes tanárává. Egy tanévet töltött a cívisvárosban, majd 1923-ban a budapesti Pázmány Péter Tudományegyetem közgazdaság-tudományi karán kapott katedrát. 1934-ig az agrokémia első nyilvános rendes tanára, egyúttal az egyetemi agrokémiai intézet igazgatója volt, de áruismereti kémiai előadásokat is tartott. 1924–1925-ben cseretanárként egy évet kutatással töltött az amerikai Michigani Állami Egyetem növényélettani intézetében. 1928–1929-ben a dékáni feladatokat látta el a budapesti egyetem közgazdaság-tudományi karán. Miután 1934-ben a kar a Királyi József Nádor Műszaki és Gazdaságtudományi Egyetem szervezeti egysége lett, Doby is ott folytatta egyetemi oktatói pályáját mint a mezőgazdasági kémia nyilvános rendes tanára. 1935-től 1937-ig a felsőház tagja volt, 1943–1944-ben a műegyetem rektori tisztét töltötte be. 
A második világháború lezárultával újabb szervezeti átalakítás történt az agrár-felsőoktatásban: 1945-ben a mezőgazdasági karból létrejött a Magyar Agrártudományi Egyetem, s Dobyt kérték fel az önállósodó egyetem megszervezésére. A tanszéki oktatómunkát is itt folytatta 1945-től 1948-ig mint a mezőgazdasági kémia nyilvános rendes tanára, de növénykórtani és növényvédelmi előadásokat is tartott. 1945-től 1947-ig az egyetem első rektoraként irányította a tanintézetet. 1949-ben nyugdíjba vonult, de tanácsadóként segítette az MTA Talajtani és Agrokémiai Kutatóintézetében folyó tudományos munkát.

## Munkássága
Fő szakterülete a növényi biokémia és enzimológia volt, mely magában foglalta az elméleti, kísérletes alapkutatásokat, és a tudományos vizsgálati eredmények gyakorlati, agrokémiai alkalmazását egyaránt. Behatóan vizsgálta a növényi betegségek biokémiai vonatkozásait, a gombák és magasabb rendű növények tápanyagfelvétele és enzimaktivitása közötti összefüggéseket, a fehérjék és egyéb enzimrendszerek hatását a növény élettani folyamataira. Tanulmányozta a növényi szervezetekben megtalálható sók és ionjaik, főleg a káliumion hatását a növényi enzimekre és életfolyamatokra, de szintén jelentősek az egyes növények (rozs, szójabab stb.) nitrogénforgalmára irányuló kutatásai.
Biokémiai vizsgálatainak eredményeként leírta a vírusbeteg burgonya szervezetében lezajló enzimes folyamatokat, s kimutatta, hogy a levélsodródás a növény anyagcserezavarára vezethető vissza (1912). Egyebek mellett tanulmányozta a különféle cukorrépa-betegségek, a gabonarozsda és a gabonaüszög biokémiai alapjait, s kidolgozta a betegségek elleni agrokémiai védekezés módszerét. A növényi nitrogénforgalomra vonatkozó kutatásaival a műtrágyázás agrokémiai hátterének megszilárdításához járult hozzá.
Oktatói életműve szintén jelentős. Az agrokémia első magyarországi egyetemi tanáraként intézetében olyan tudósokat nevelt ki vagy indított el agrokémikusi vagy talajtanászi pályájukon, mint Csiky János, Eperjessy György, Kuthy Sándor és Vályi Ferenc.
Tudományos közleményei hazai és külföldi szakfolyóiratokban jelentek meg. Pályája tudományos eredményeit közel hétszáz oldalas, angolul is megjelent Növényi biokémia című monografikus munkájában (1959) foglalta össze. Szerkesztőbizottsági tagja volt az Agrokémia és Talajtan című szakfolyóiratnak.

### Társasági tagságai és elismerései
1934-ben a Magyar Tudományos Akadémia levelező, 1946-ban rendes tagjává választották, tagja volt az MTA talajtani és trágyázási bizottságának. Az Akadémia 1949. évi átszervezésekor tanácskozó taggá minősítették, s rendes tagságát csak 1989-ben posztumusz állították vissza. 1919-ben a Szent István Akadémia rendes tagjai sorába fogadták, emellett tagja volt az Amerikai Növényfiziológiai Társaságnak is.
1962-ben, nyolcvanötödik születésnapján a Munka Érdemrend arany fokozatával tüntették ki.

### Főbb művei
- A burgonya levélsorvadása. Magyaróvár: M. Kir. Növényélet- és Kórtani Állomás. 1913.   (Kern Hermann-nal és Beke Lászlóval)
- A növényi enzymekről. Budapest: Hornyánszky. 1913.
- Agrochemiai gyakorlatok laboratóriumi könyve. Budapest: Légrády. 1928.
- Enzymek és enzymes gyógyszerek. Pápa: Magyar Gyógyszerész-tudományi Társaság. 1937.
- Mezőgazdasági-chemiai gyakorlatok laboratoriumi könyve. Budapest: Rényi. 1941.
- Növényi biokémia. Budapest: Akadémiai. 1959.
- Plant biochemistry. Budapest: Akadémiai; London: Wiley. 1965.